# Marton család (oroszi)
Az oroszi Marton család egy Vas-, és Veszprém vármegyei nemesi család.

## A család története
1690. május 4.-én I. Lipót magyar király újított címeres nemeslevelet adományozott nemes Marton Andrásnak, feleségének Csomós Erzsébetnek, leányának Marton Ilonának és Évának, valamint bátyjának Marton Pálnak, felesége Szalay Katalinnak és gyermekei Marton Mihálynak, és Marton Gergelynek, továbbá unokatestvéreinek Marton Andrásnak, Benedeknek, és Istvánnak. A nemességet 1690. november 3-án Győr vármegyében, majd 1728. április 20 -án hirdették ki. Marton Pálnak a második feleségétől Kiss Annától született fia oroszi Marton Ádám, aki földbirtokadományt szerzett a Veszprém megyei oroszi településre, ahonnan a család veszi a nemesi előnevét. Marton Ádám, földbirtokos felesége nemes Lamperth Katalin, aki 1754-ben már özvegy volt; két gyermekük született: oroszi Marton Imre, földbirtokos és oroszi Marton Pál, kanonok. Marton Imrét hitvese Kiss Margit három fiúgyermekkel áldotta: István, György és Pál.
Oroszi Marton István (1789-†?), az 1809-ik nemesi felkelés főhadnagya, földbirtokos, 1813 és 1835 között Vas vármegye főszolgabírája volt. Oroszi Marton István előkelőbb házasságot kötött, mivel a Vas és Zala vármegye jómódú köznemesség soraiba belekapcsolódott; 1817. március 13-án Söjtörön vette feleségül a római katolikus nemes Lochuch Barbara (1794–†?) kisasszonyt, akinek a szülei nemes Lochuh László (1763–1801) őrnagy, földbirtokos és hertelendi Hertelendy Klára (1760–1816) voltak. Lochuch Lászlóné Hertelendy Klárának az első férje boldogfai Farkas Lajos (1750–1779) földbirtokos volt; szülei hertelendi Hertelendy Boldizsár, földbirtokos, és a nemesi származású Foky családnak a sarja nemes Foky Erzsébet (1723–1781) voltak. Az apai nagyszülei hertelendi Hertelendy Boldizsár, földbirtokos és koronghi Lippich Erzsébet voltak; az anyai nagyszülei nemes Foky József, földbirtokos és rákosi Boros Klára voltak. Lochuch Lászlóné Hertelendy Klárának az anyai nagyapai dédapja nemes Foky János (fl. 1696–1729) (†1729), Vas vármegye alispánja 1724 és 1729 között, zalai és vasi földbirtokos, a keszői vár kuruc kapitánya, Károlyi Sándor bizalmas embere.
A három fivér között csak oroszi Marton István vitte tovább a családot; feleségétől nemes Lochuh Borbálától származott négy fiú- és két leánygyermeke: oroszi Marton Pál, oroszi Marton Károly, oroszi Marton Lajos, oroszi Marton Elek, Szeliga Albertné oroszi Marton Anna, és Perneczky Sándorné oroszi Marton Erzsébet (1831–1915).

## Pál ága
Oroszi Marton Pál (1818–1898), földbirtokos feleségül vette Kőszegen 1870. augusztus 29-én rábabogyoszlói Vajda Amália (1840–1916) kisasszonyt, rábabogyoszlói Vajda Károly (1808–1840), földbirtokos és kisunyomi Korchmáros Borbála (1818–1897) asszonynak a lányát. A menyasszony anyai nagyszülei kisunyomi Korchmáros Boldizsár (1785–1839), földbirtokos és lukafalvi Zarka Terézia (1788–1876) voltak; az anyai nagyapai dédszülei kisunyomi Korcsmáros József (1746–1822), földbirtokos, és az ősrégi nemesi pókafalvi Póka családból való pókafalvi Póka Róza (1759–1789) voltak. Oroszi Marton Pál és rábabogyoszlói Vajda Amália frigyéből egy leány- és egy fiúgyermek született: oroszi Marton Ilona, Székács Pál felesége, és ifjabb dr. oroszi Marton Pál (1876–1931), a Győr-Sopron-Ebenfurti vasút, a Szeged-Csanádi vasút, a P.-Tenyő-Kunszentmártoni H.É.V. jogtanácsosa. Ifjabb Marton Pál felesége nemes Riedl Melánia asszony volt, akitől született két fiú- és egy leánygyermeke: oroszi Marton Olga (1906–1947), dr. fehérgyarmati Tóth Ernő felesége, oroszi Marton Pál, és dr. oroszi Marton György (1905–1968), ügyvéd. Oroszi Marton Pál nejétől Gábor Viktóriától két fiú- és egy leány született.
Dr. oroszi Marton György ügyvéd 1929. június 1-jén Budapesten, feleségül vette Weimess Gabriella (1907–1958) kisasszonyt, akinek a szülei Weimess Marian (1869–1933) úr, okleveles építészmérnök, hites törvényszéki és árvaszéki szakértő, Máv főmernők és Éder Gabriella voltak. Marton György és Weimess Gabriella házasságából két fiú- és egy leány származott: oroszi Marton György, aki kétszer nősült meg, oroszi Marton Klára, akinek a férje, dr. nemes Konkoly Thege Aladár orvos, valamint oroszi Marton Gergely. Marton György és Weimess Gabriella házassága hamarosan zátonyba futott és elváltak. Weimess Gabriella Balatonföldváron 1935. szeptember 4-én házasságot kötött gróf sárvár-felsővidéki Széchenyi Pál Imre (1909–1978) úrral, akinek a szülei gróf sárvár-felsővidéki Széchenyi Emil és gróf kéthelyi Hunyady Mária asszony voltak. Széchenyi Pál gróf és Weimess Gabriella házasságából egyetlenegy fiúgyermek született: gróf Széchenyi Elemér (1940–2003).

## Károly ága
Oroszi Marton Károly (1829–1886), földbirtokos, uradalmi számtartó, feleségül vette felsőeőri Nagy Etelka (1839–1925) kisasszonyt, akinek a szülei felsőeőri Nagy Lajos (1811–1852), ügyvéd, földbirtokos és csengeri Háczky Franciska (1816–1844) voltak. Háczky Franciska szülei csengeri Háczky Imre (1786–1821), kemeneshőgyészi földbirtokos és forintosházi Forintos Erzsébet (1793–1834) voltak. Oroszi Marton Károly és felsőeőri Nagy Etelka házasságából született: oroszi Marton Lujza (1864–1914), aki dr. ostffyasszonyfai Dobrovics Viktornak a hitvese; oroszi Marton Margit, akinek a férje, dukai Takách Zoltán; oroszi Marton Karolina (1870–1924), akinek a férje sárosfai Bittó Jenő; valamint dr. oroszi Marton Andor (1871–1927), a magyaróvári gazdasági akadémia tanára, tartalékos honvéd százados, megyebizottsági tag, és dr. oroszi Marton Dénes.
Oroszi Marton Dénes feleségül vette 1912. május 8-án Nagysallón ordódi és alsólieszkói Ordódy Sára kisasszonyt, aki négy leány- és egy fiú gyermeket hozott világra.

## A családi címer leírása
Címer (1690) "Kékben zöld földön arany koronából kinövő fehér egyszarvú". Sisakdísz: "jobbra fordult fekete sasszárny". Takarók: "kék-arany, vörös-ezüst".